# Olsenbanden möter kungen och knekten
Olsenbanden möter Kungen och Knekten är en norsk film från 1974 regisserad av Knut Bohwim. Filmen är den femte i serien om Olsenbanden.

## Handling
Egon har en plan, fyra miljoner som är lätta att få tag på. Detta är perfekt för Valborg och Kjell, eftersom Basse är förberedd på sin konfirmation. Men dessvärre är också deras ärkefiender Kungen och Knekten i hasorna. De två skojarna stjäl pengarna från Olsenbanden och det blir en evig jakt efter pengarna.

## Om filmen
Handlingen i filmen är inspirerad av den danska filmen Olsenbandets stora kupp från 1972.

## Rollista
- Arve Opsahl - Egon Olsen
- Carsten Byhring - Kjell Jensen
- Sverre Holm - Benny Fransen
- Aud Schønemann - Valborg
- Pål Johannessen - Basse
- Henki Kolstad - Kungen
- Frank Robert - Knekten
- Wenche Steen - Jenny
- Sverre Wilberg - Hermansen